# Rogiera amoena
Rogiera amoena là một loài thực vật có hoa trong họ Thiến thảo. Loài này được Planch. miêu tả khoa học đầu tiên năm 1849.

## Hình ảnh

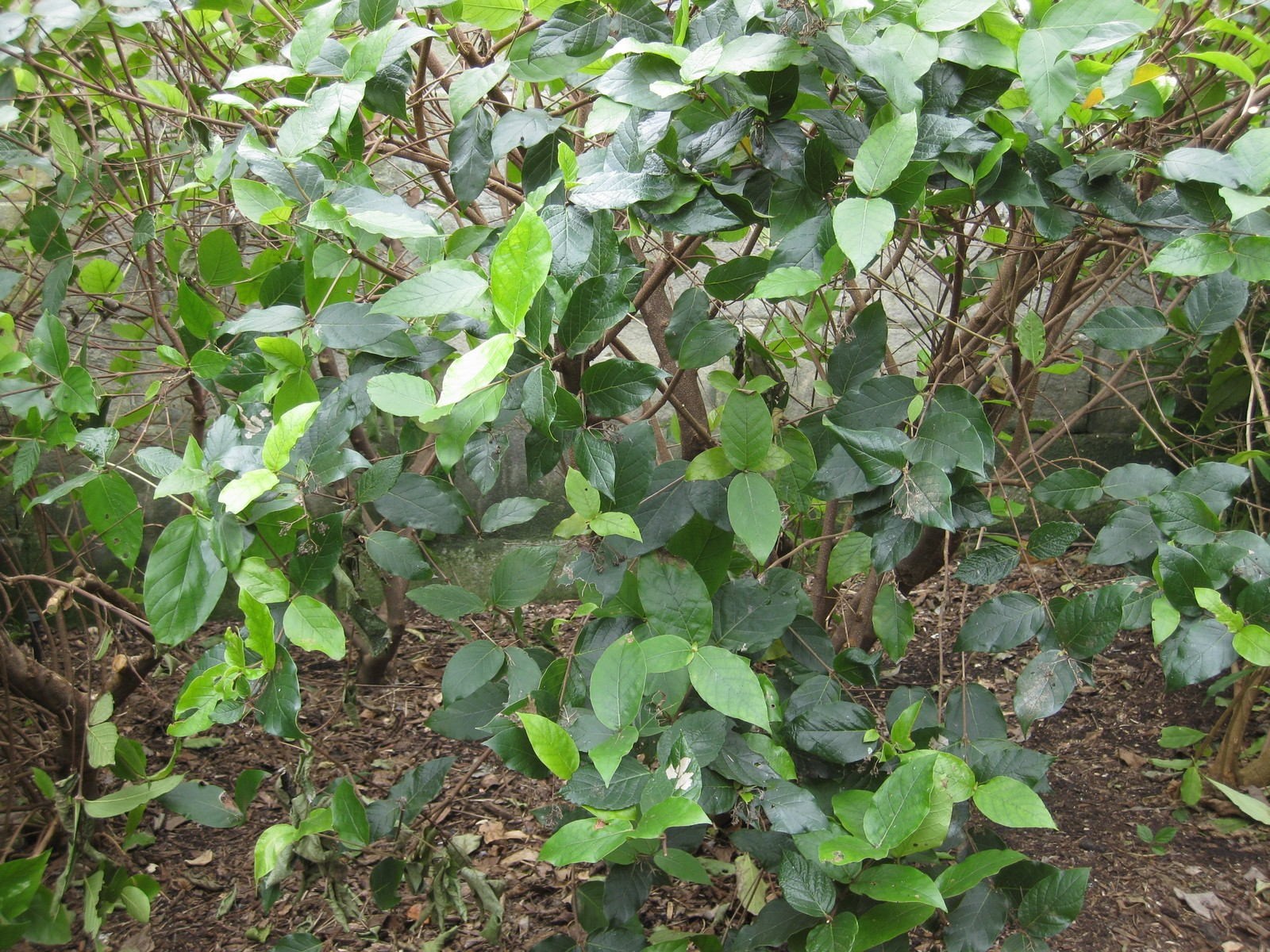
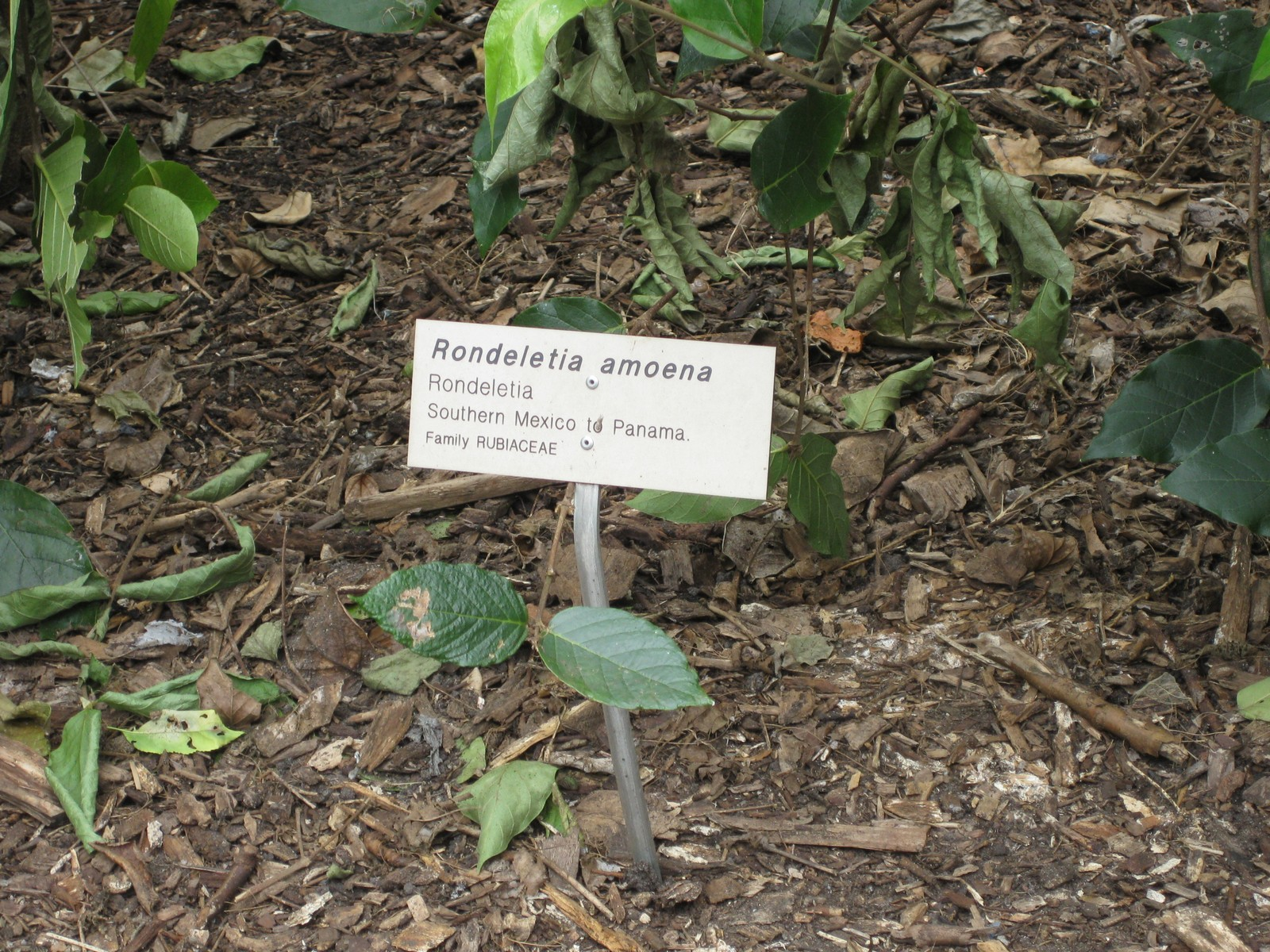
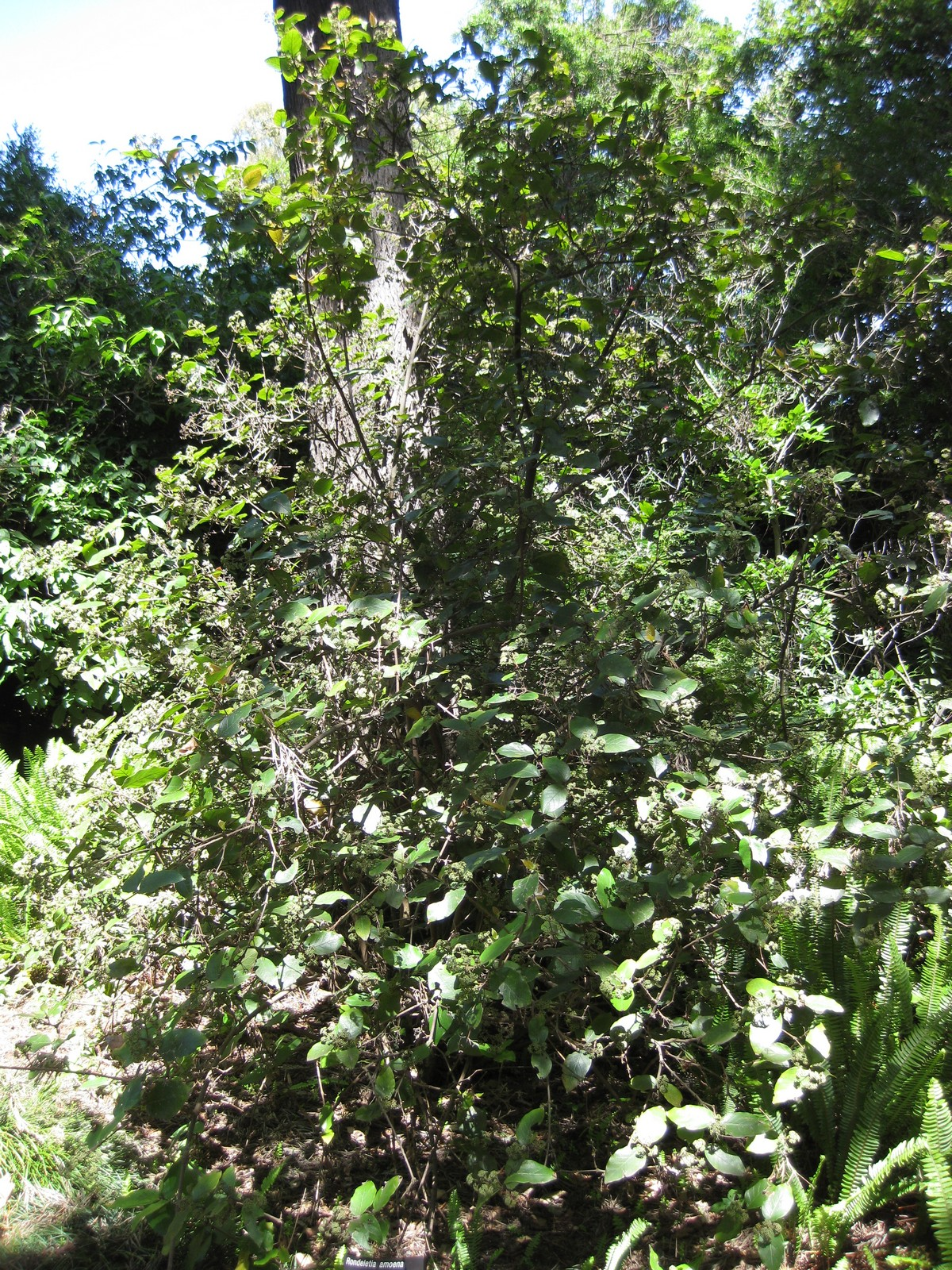
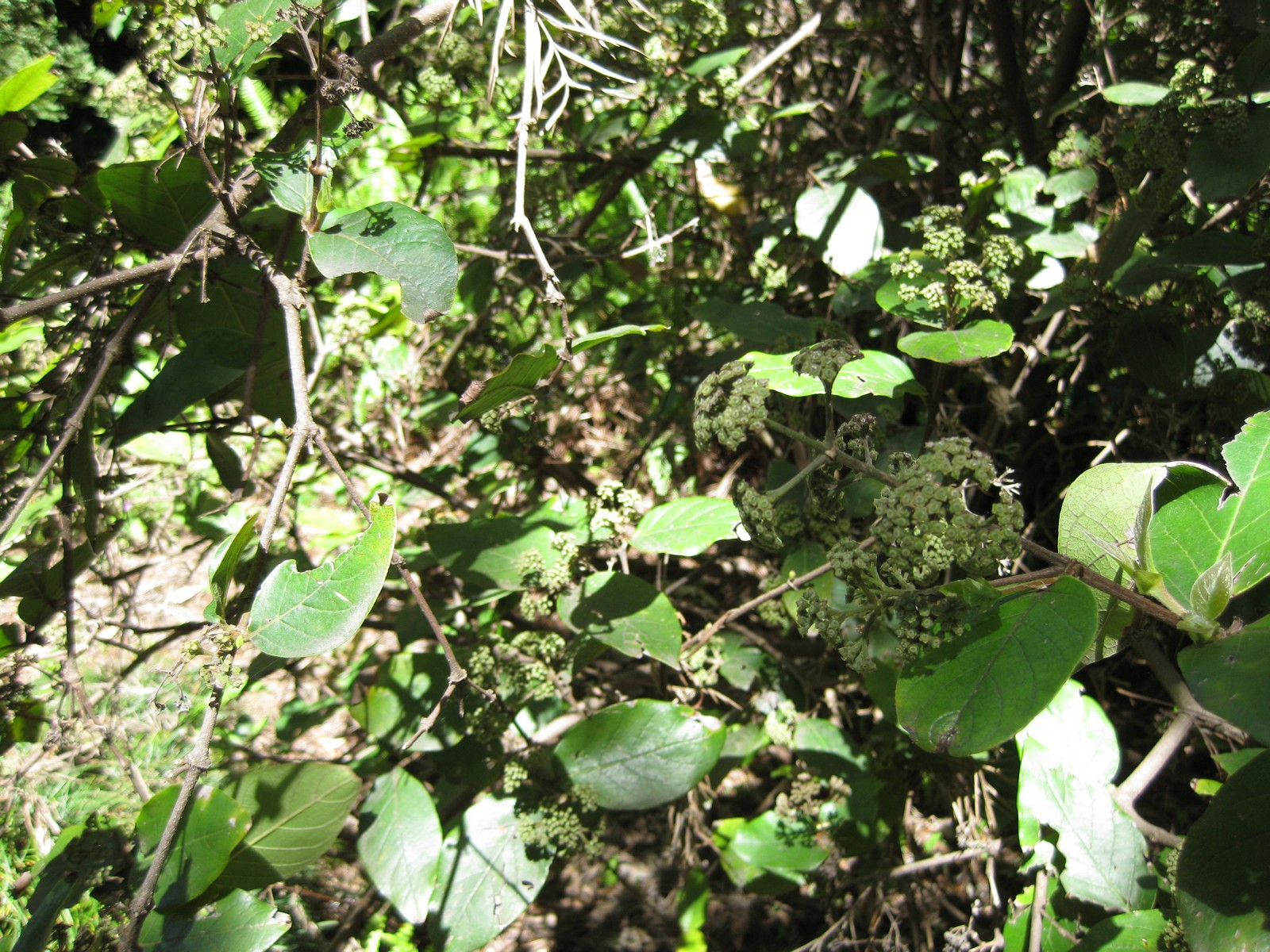